# Qinggil
Qinggil (tiếng Trung: 青河县; bính âm: Qīnghé Xiàn, Hán Việt: Thanh Hà huyện) là một huyện của địa khu Altay (A Lặc Thái), Châu tự trị dân tộc Kazakh - Ili (Y Lê), khu tự trị Tân Cương, Trung Quốc.

### Trấn
- Thanh Hà (青河镇)
- Tháp Khắc Thập Khải (塔克什肯镇)

### Hương
- A Nhệt Lặc (阿热勒乡)
- A Nhiệt Lặc Thác Biệt (阿热勒托别乡)
- Tát Nhĩ Thác Hải (萨尔托海乡)
- Tra Can Quách Lặc (查干郭勒乡)
- A Dát Thập Nago Bao (阿尕什敖包乡)